# Comando Matico
Comando Matico es una iniciativa de autogestión de salud pública intercultural constituida en Perú por un equipo de jóvenes del pueblo shipibo-conibo surgida el 15 de mayo de 2020 para mitigar los efectos de la pandemia de COVID-19.

## Antecedentes

### Comisión de Gestión Intercultural Indígena Amazónico (CGIIA) en Ucayali
Frente a la crisis sanitaria de Covid-19 el estado peruano en el marco del “Plan de Intervención del Ministerio de Salud para la prevención y atención sanitaria en localidades indígenas y centros poblados rurales de la Amazonía” creó los Comando Covid Indígena en las regiones de Amazonas, Cajamarca, Loreto, Ucayali, Madre de Dios, San Martin, Cusco, Huánuco y Junín, los cuales han sido aprobados mediante la Resolución Ministerial n.º 386-2020-MINSA un 12 de junio del año 2020.
Estos comandos se consolidaron con el objetivo de "contribuir en la reducción y mitigación de la pandemia del COVID-19 en las comunidades indígenas".
El caso de Ucayali, lugar donde se desarrolló la propuesta de Comando Matico, es singular. A este Comando Covid Indígena se le denominó "Comisión de Gestión Intercultural Indígena Amazónico" (CGIIA) y contempla como origen una "base normativa regional" además de abarcar mucho más que la confrontación al covid-19, tornándose integral.

## Fundación
Comando Matico se funda un 15 de mayo del 2020 a través de un grupo de jóvenes del pueblo Shipibo-Konibo en Yarinacocha, Ucayali.

El líder indígena de la Federación de Comunidades Nativas de Ucayali y Afluentes (FECONAU), Policarpio Sánchez, ha dicho al respecto del origen de Comando Matico lo siguiente:

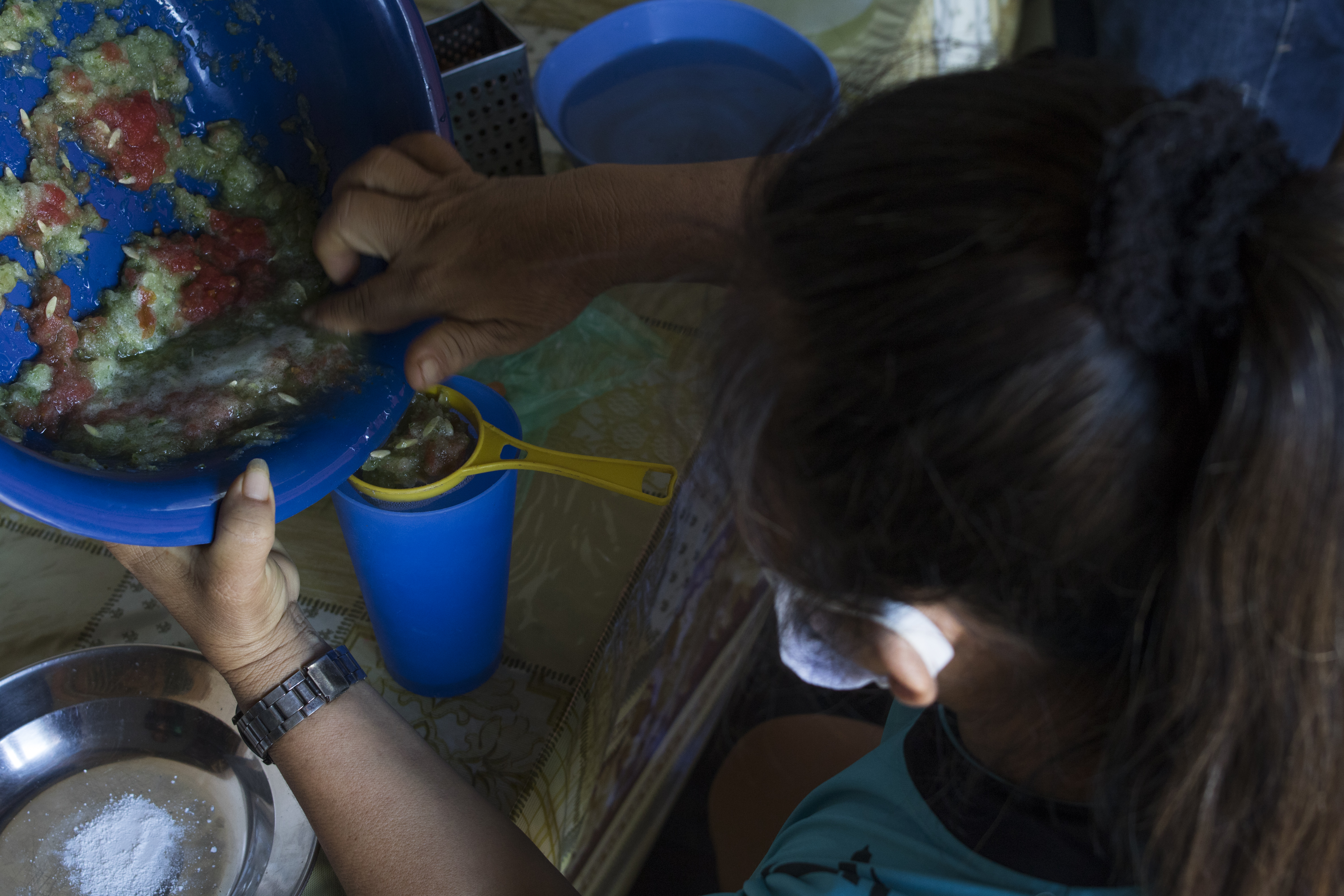
Comando Matico dando tratamiento.

Nace como iniciativa del artista plástico Alexander Shimpukat Soria, perteneciente a la Comunidad Nativa Panaillo, de pueblo indígena Shipibo-Awajun, quien comenzó enviando planta de matico con un espíritu de solidaridad a la Comunidad Shipiba “Cantagallo” ubicado en la ciudad de Lima, debido a la necesidad que tenían los comuneros de dicho lugar por la pandemia COVID-19. Es así como, en fecha 15 de mayo de 2020, reunió a otros amigos Jorge Soria Gonzales, Néstor Paiva Pinedo y Rafael García Pacaya, quienes se sumaron a esta noble causa. Una vez reunidos se dieron cuenta de la necesidad por falta de atención de parte de las autoridades hacia las comunidades indígenas, siendo víctimas de ello nuestros hermanos Silvio Valles Lomas, alcalde de Masisea y Filder Augusto Peña, artista plástico, músico y presidente del colectivo de artistas shipibos “BARIN BABAGO”, entre otros hermanos quienes también fallecieron debido a la falta de atención. Es así que al ver éstas lamentables pérdidas causó gran indignación en la población shipiba, de esta manera se sumaron otras personas y empezaron a realizar tratamientos utilizando la medicina tradicional en aquellos que tenían síntomas o estaban contagiados del COVID-19, llevando esta ayuda en el domicilio y por medio de llamadas telefónicas, por lo que decidieron llamarse “COMANDO MATICO”, que a la actualidad se ha convertido en un espacio de solidaridad entre el pueblo, teniendo como lema “el pueblo ayuda al pueblo.

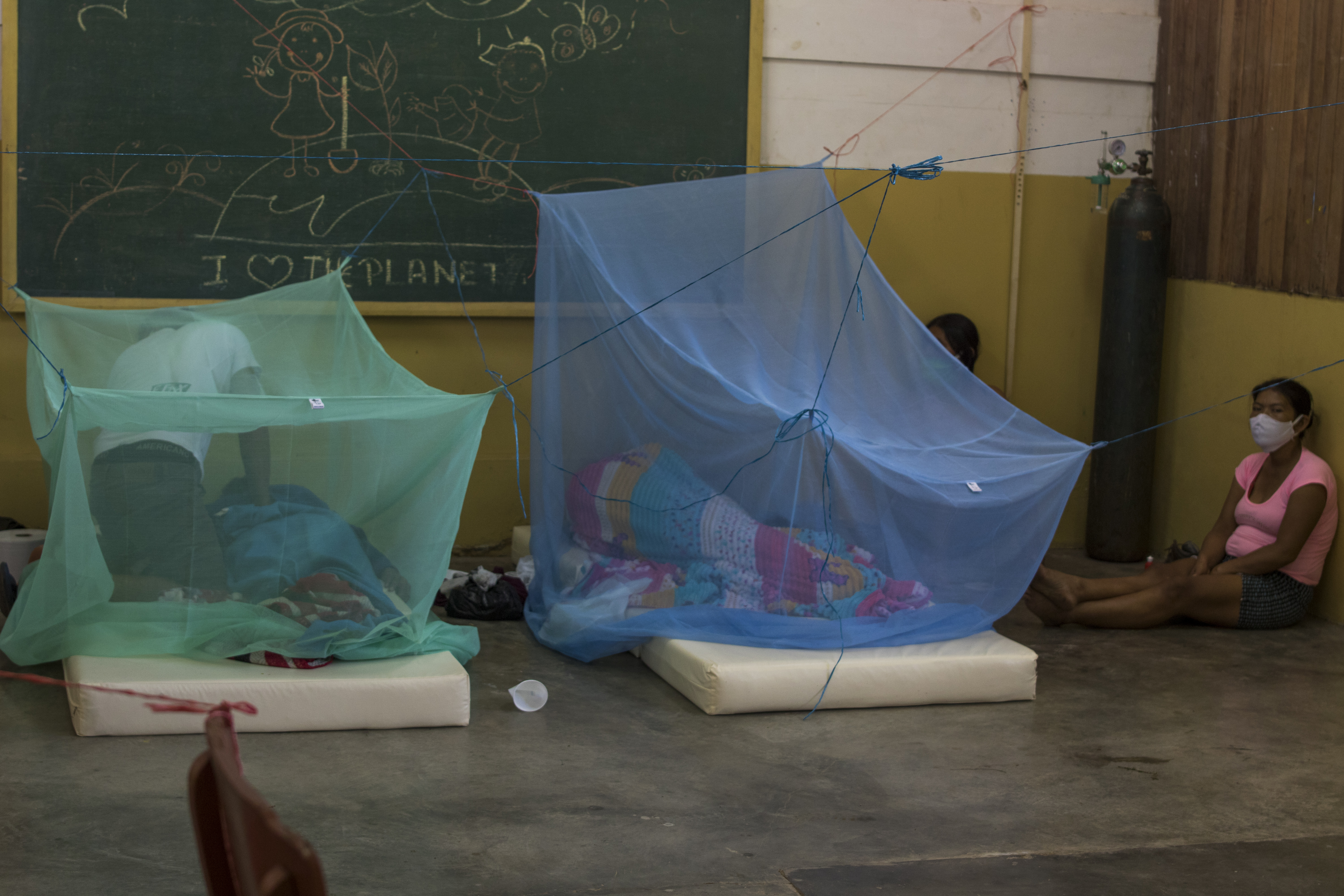
Primeros pacientes de Covid-19 atendidos por Comando Matico a inicios de la pandemia.

Jorge Soria, uno de los impulsores y rostros visibles alrededor de Comando Matico ha mencionado al respecto de qué los llevó a impulsar la idea, lo siguiente:
Debemos recordar que nosotros nos hemos constituido después de la muerte del hermano Silvio Valles Lomas, quien era alcalde de Masisea, quien falleció el 11 de mayo. Lo hicimos viendo la realidad que vivíamos y el alza de precios de los medicamentos, pues no podíamos acceder a ellos porque en las farmacias había escasez para comprar medicina convencional. Además aquí el Gobierno Regional de Ucayali no ha tenido una política clara para la atención de los pueblos indígenas, y otro de los motivos fue la falta de oxígeno en los hospitales. Ante esto los miembros del puebl Shipibo-Konibo prácticamente no podíamos acceder a los hospitales porque para entrar tenías que tener tu balón de oxígeno. Esa época, esas semanas, fueron fatales para nosotros. No había camas para los pueblos indígenas, prácticamente las personas estaban condenadas y dispuestas a morir. De hecho algunas personas murieron en la misma puerta del hospital. Por esas razones nosotros nos constituimos como ‘Comando Matico Covid-19’ porque había que hacerle frente a esta pandemia mundial. Parecía que era imposible combatir, pero nosotros con nuestras plantas hemos podido lograr salir victoriosos.

## Contexto
Los pueblos indígenas, al no estar expuestos a patógenos comunes, la pandemia de Covid-19 resultó especialmente peligrosa, temiéndose su exterminio total. La mortalidad en este grupo puede ser hasta 4 o 5 veces más que el resto de la población.

Archivo fotográfico sobre el Comando Matico
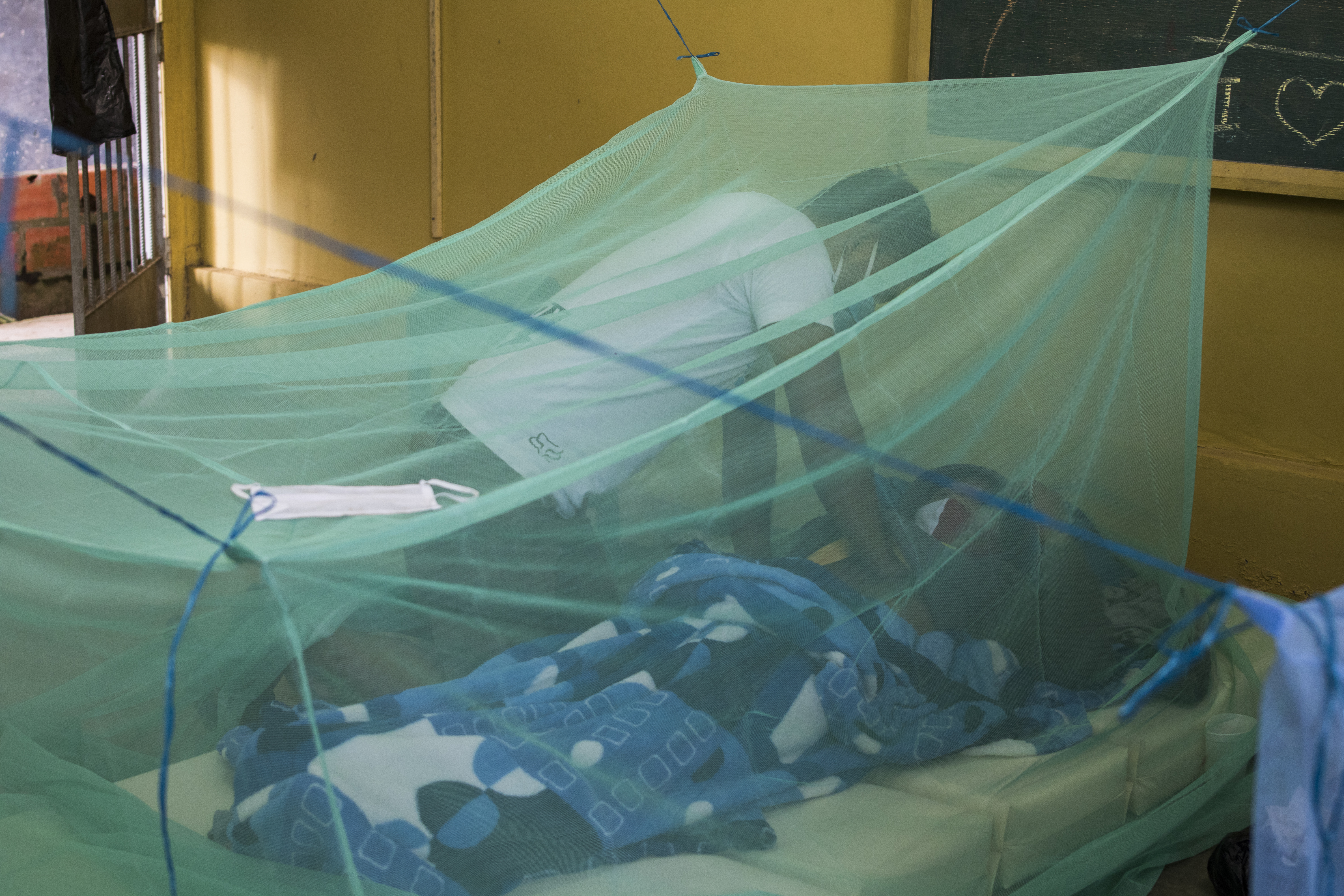
Comando Matico atendiendo pacientes.
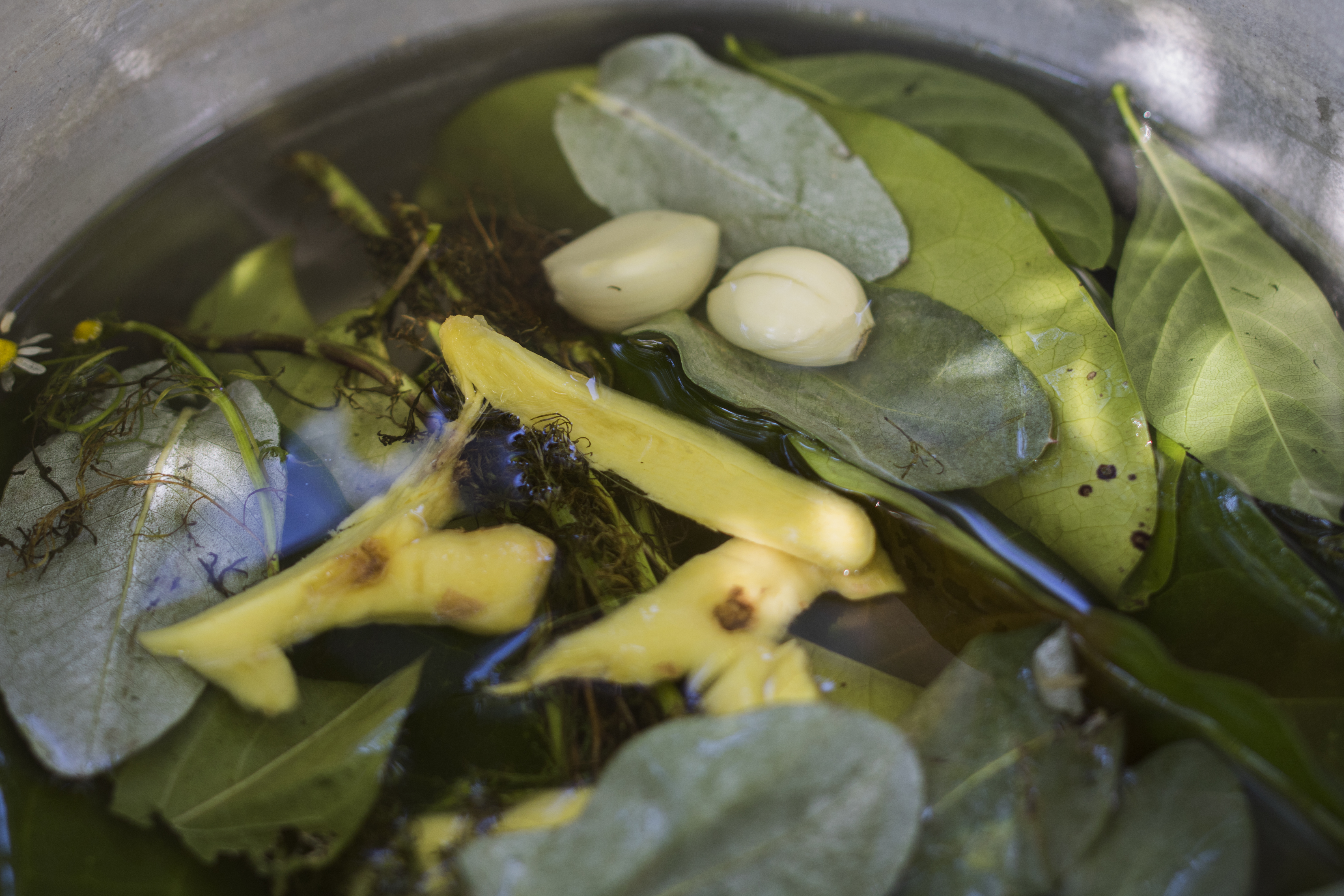
Elaboracion de receta para vaporizacion con plantas de matico.
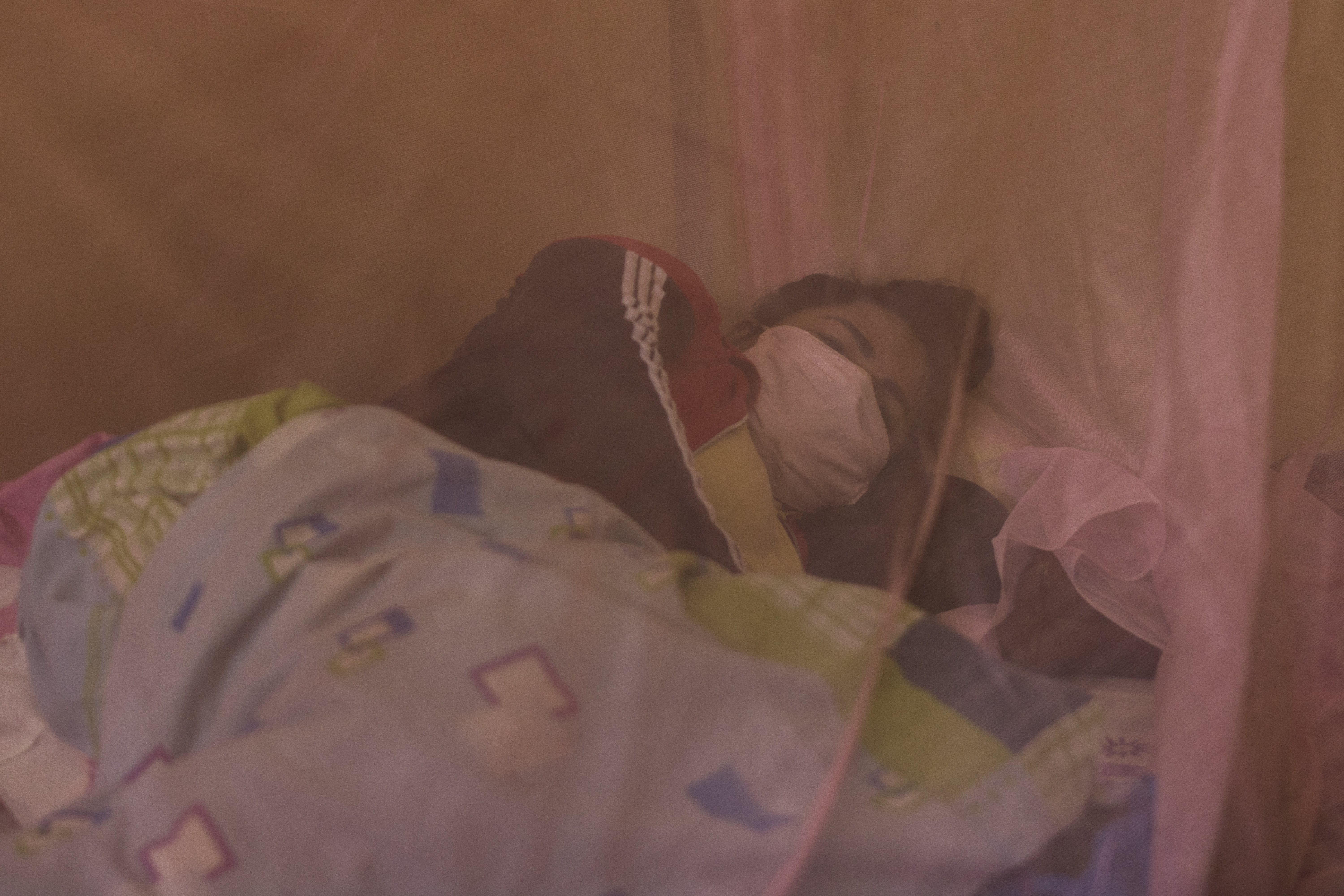
Alexander shimpukat miembro y fundador de comando matico cuando fue contagiado de covid 19.
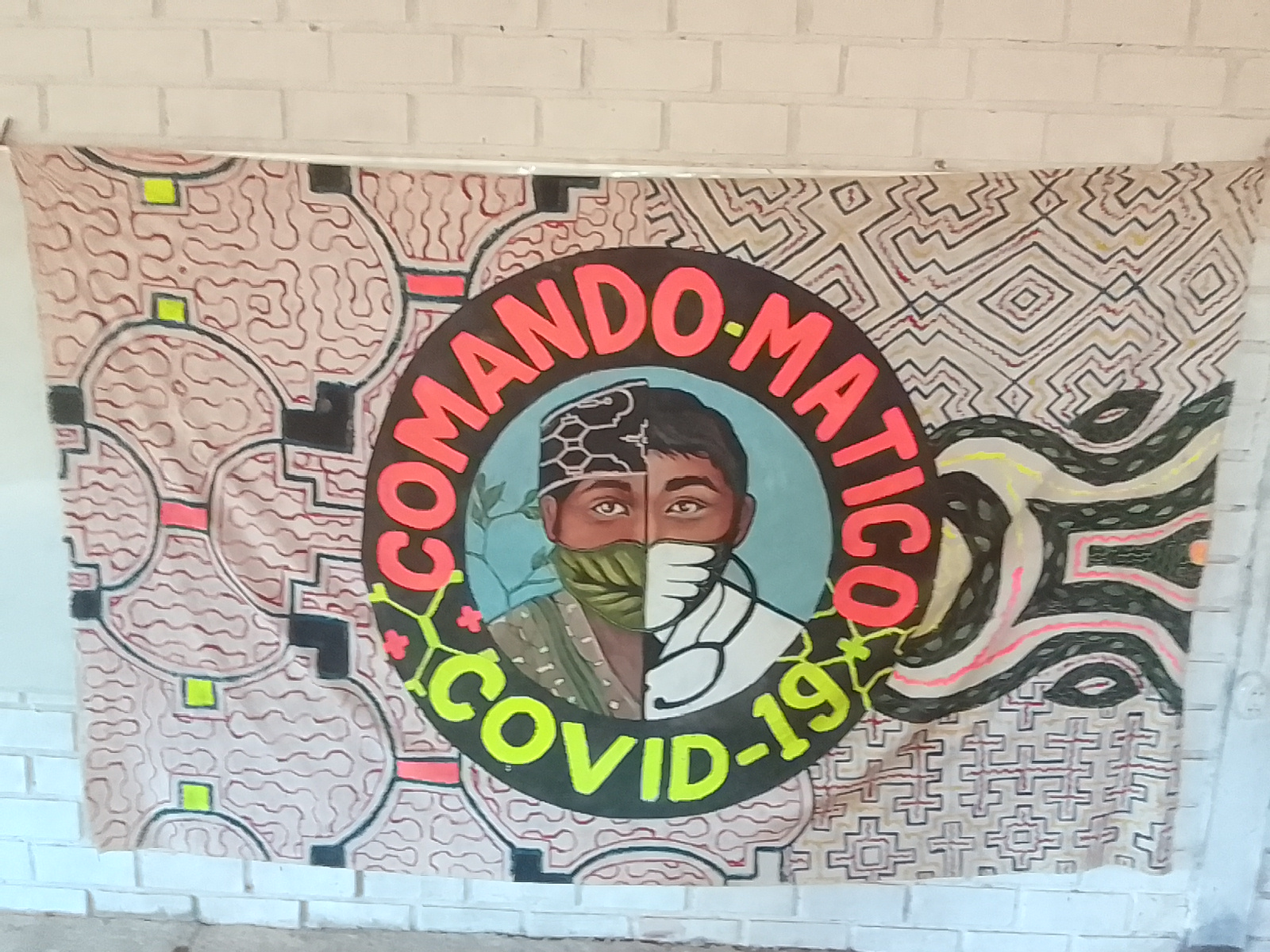
Banderola de Comando Matico Covid-19.
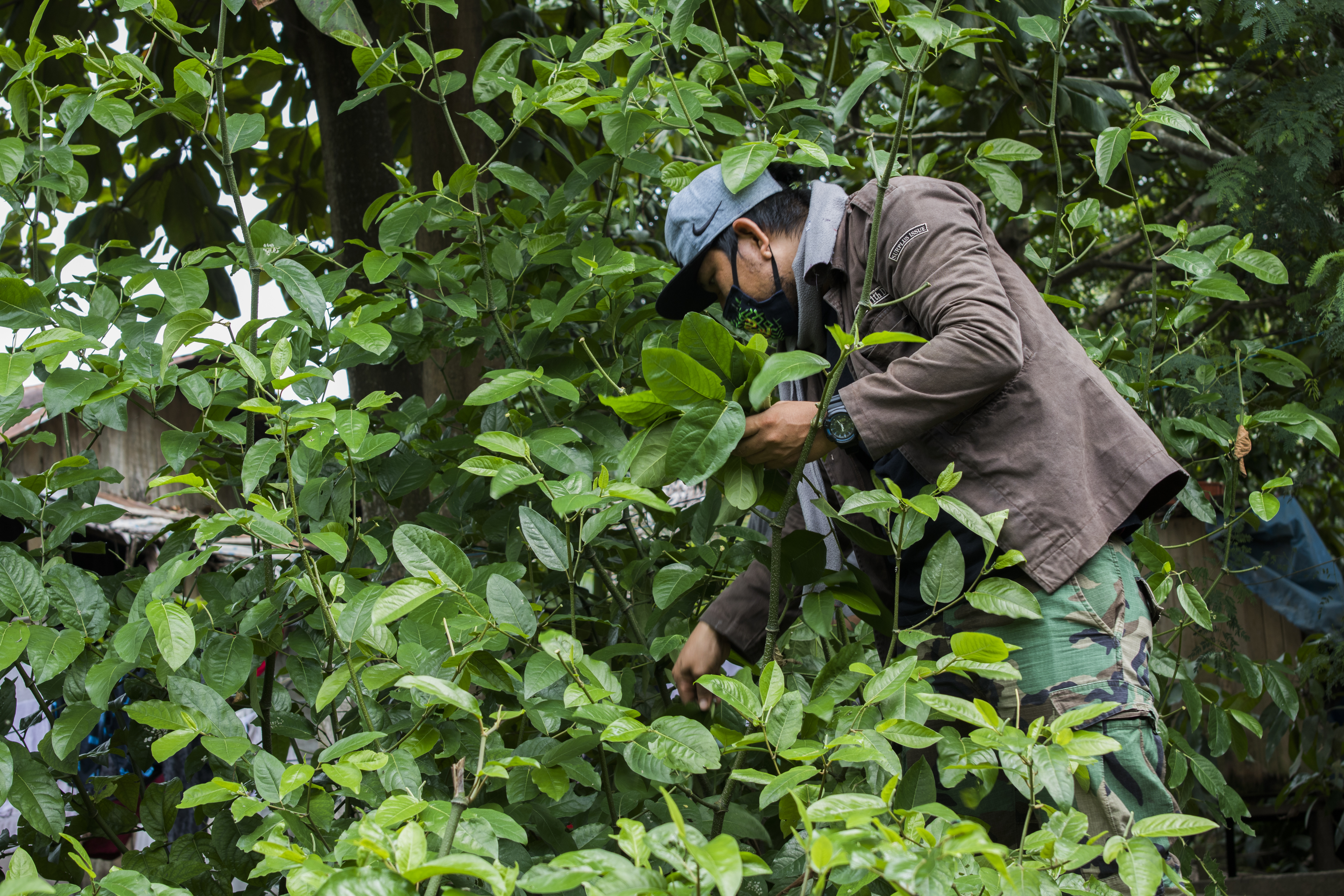
Pimera recoleccion de planta de matico en Yarinacocha por Alexander Shimpukat.